# Maly Trostenets

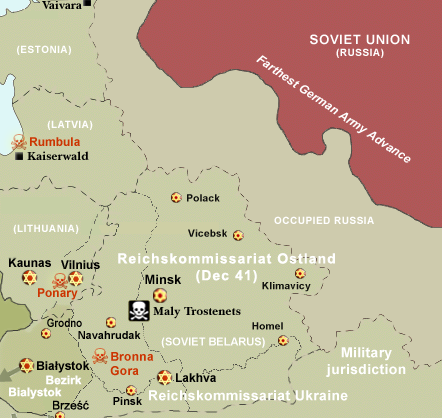
Maly Trostenets läge inom Rikskommissariatet Ostland.

Maly Trostenets (belarusiska: Малы́ Трасцяне́ц eller Maly Trascianiec, ryska: Ма́лый Тростене́ц) är en stadsdel i Minsk i Belarus. Här etablerade nazisterna ett av sina förintelseläger.

## Historia
Lägret uppfördes sommaren 1941 för att hysa ryska krigsfångar, men gjordes om till förintelseläger den 10 maj 1942, då de första judarna anlände. Lägrets primära syfte var förintandet av den judiska befolkningen i Minsk med omgivningar, men även judar från Tyskland, Österrike och Tjeckoslovakien mötte döden här. Enligt sovjetiska källor mördades mellan 200 000 och 500 000 människor i Maly Trostenets.

### Webbkällor
- ”Maly Trostinets” (på engelska) ( PDF). Shoah Resource Center. Yad Vashem. Arkiverad från originalet den 3 juni 2013. https://www.webcitation.org/6H6l4jr9f?url=http://www.yadvashem.org/odot_pdf/microsoft%20word%20-%206636.pdf. Läst 30 maj 2012.